# サムリング

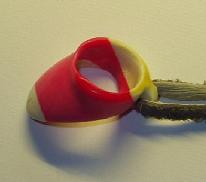
プラスチック製のサムリング

サムリング （Thumb ring）とは、弓の弦を引っ掛ける親指保護用の指輪である。材質は皮・石・木・象牙・角・金属・ガラスなど様々な物から作られている。中国の漢字では「韘」・「指機」・「扳指」とも表される。朝鮮半島では「角指」と呼ばれる。

## 使用について

三種類の弓の弾き方例 Fig3がモンゴルドロー

親指で弦を引くスタイルは「モンゴリアンリリース」または「モンゴリアンドロー」と呼ばれ、アジアのほぼ全域と北アフリカの一部、アメリカ大陸のインディアンが使用していた。この引き方では、弦を引っ張るときに親指の第一関節に引っ掛けるが、何度も放つと肌が裂けるためアメリカインディアン以外は親指を保護するためサムリングを使用していた。

## 歴史的な標本
「アラブの弓術」の著者は、多くの弓兵は革製のサムリングを使用したとしている。確かにおそらく、安価に容易に製作できる皮製で使用していたと考えられるが、その多くは現存するのが難しく、それ以外の翡翠や宝石で飾られた貴金属製のサムリングが、一部装飾過多で実用できないものもあるが、ほぼ実用できる形で現在まで残されている。
16世紀のオスマン帝国の裁判所では、不祥事を起こした職員の首をハンカチで絞めるための機能をつけたサムリングも存在した。